# Rainer Wend

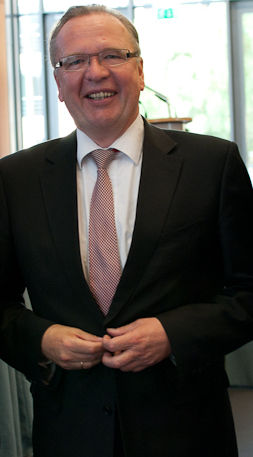
Rainer Wend (2012)

Rainer Wend (* 8. März 1954 in Gütersloh) ist ein deutscher Politiker (SPD) und Chef-Lobbyist der Deutschen Post AG. Er war von 1998 bis 2009 Mitglied des Deutschen Bundestages, dort von 2002 bis 2005 Vorsitzender des Ausschusses für Wirtschaft und Arbeit sowie von 2005 bis 2009 wirtschaftspolitischer Sprecher der SPD-Fraktion. Von Juli 2012 bis 2018 war er Präsident der Europäischen Bewegung Deutschland.

## Leben und Beruf
Nach dem Abitur im Jahr 1973 absolvierte Wend ab 1974 ein Studium der Rechtswissenschaft, welches er 1979 mit dem ersten juristischen Staatsexamen beendete. Nach Ableistung des Rechtsreferendariats legte er im Jahr 1984 das zweite juristische Staatsexamen ab. Im Jahr 1984 erfolgte seine Promotion zum Dr. jur. an der Universität Bielefeld mit der Arbeit Die Zulässigkeit tarifvertraglicher Arbeitsplatzbesetzungsregelungen am Beispiel neuerer Tarifvereinbarungen in der Druckindustrie.
Seit 1984 ist er als Rechtsanwalt zugelassen. Zudem war er Kurator der Initiative Neue Soziale Marktwirtschaft. Nach seinem Ausscheiden aus dem Bundestag war Wend von 2009 bis 2019 Executive Vice President bei der Deutschen Post AG, zuständig für die Bereiche Politik und Nachhaltigkeit. Seit 2019 ist er Geschäftsführer der Universitätsgesellschaft Bielefeld. Seit 2025 ist er Vorsitzender des Beirats der EUTOP Group.
Rainer Wend ist Witwer und hat drei Töchter.

## Partei
Seit dem Jahr 1970 ist er Mitglied der SPD. Während seines Studiums engagierte er sich im Sozialistischen Hochschulbund. Als Vorsitzender des Juso-Bezirks Ostwestfalen/Lippe galt Wend als wichtiger Repräsentant des marxistischen Stamokap-Flügels der SPD-Nachwuchsorganisation. In den Jahren 1989 bis 1997 war er Vorsitzender des SPD-Unterbezirks Bielefeld.

## Abgeordneter
Von 1998 bis zum 1. April 2009 war er Mitglied des Deutschen Bundestages. Hier war er von Februar bis Oktober 2002 Sprecher der SPD-Fraktion für Wirtschaft und Technologie. Seit März 2002 gehörte er dem SPD-Fraktionsvorstand an und war von November 2002 bis Oktober 2005 Vorsitzender des Ausschusses für Wirtschaft und Arbeit. Rainer Wend zog stets als direkt gewählter Abgeordneter des Wahlkreises Bielefeld in den Bundestag ein. Bei der Bundestagswahl 2005 erreichte er hier 47,2 Prozent der Erststimmen. Im November 2005 wurde er erneut zum wirtschaftspolitischen Sprecher der SPD-Bundestagsfraktion gewählt. Er gehörte dem Seeheimer Kreis und dem Netzwerk Berlin an.
Im August 2008 gab Wend bekannt, bei Bundestagswahl 2009 nicht mehr für das Amt des Abgeordneten zu kandidieren. Wenige Monate später gab die Deutsche Post AG bekannt, dass Wend in dem Unternehmen den Zentralbereich Politik und Nachhaltigkeit übernehmen werde. Dort soll er für Fragen der politischen Koordination, für die Umweltstrategie und Nachhaltigkeit sowie für das weltweite gesellschaftliche Engagement verantwortlich sein. Am 1. April 2009 schied er durch Verzicht aus dem Bundestag aus und trat am selben Tag seine neue Position bei der Deutschen Post als Nachfolger von Monika Wulf-Mathies an.

## Europapolitik

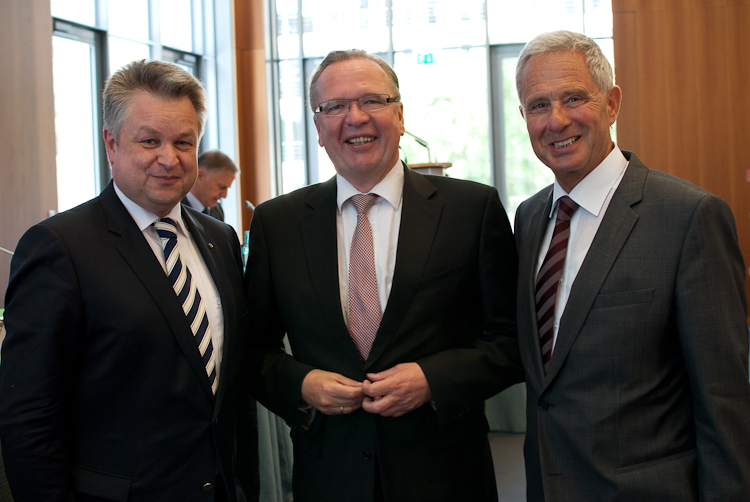
Rainer Wend (Mitte) mit Staatsminister Michael Georg Link (links) und EBD-Ehrenpräsident Dieter Spöri (rechts)

Politische Schwerpunkte setzt Wend seit seiner Zeit im Bundestag bei Wirtschafts- und Finanzthemen und nimmt zur sog. Eurokrise immer wieder Stellung. Wichtige Bestandteile der Krisenbewältigung sind für ihn neben Budgetdisziplin und Strukturreformen in den betroffenen Ländern eine stärkere Angleichung der Wirtschafts- und Finanzpolitiken der EU-Mitglieder hin zu einer „Politischen Union“. Wend unterstützt die Einführung einer Finanztransaktionssteuer auf möglichst breiter Basis.
Im Zuge der Debatten zum Mehrjährigen Finanzrahmen der EU rief Wend gemeinsam mit seinem britischen Amtskollegen zu einem wachstumsorientierten Haushaltsrahmen auf.
Wend vertritt auch die Idee eines sozialen Europas, da eine Politische Union seiner Ansicht nach nur gelingen könne, wenn die Lebensumstände innerhalb Europas vergleichbar seien.
Im August 2017 kritisierte er scharf die Europakoordinierung der deutschen Bundesregierung als veraltet. Sie müsse von Grund auf modernisiert werden.
In der Zeit Juli 2012 bis 2018 war Rainer Wend Präsident der Europäischen Bewegung Deutschland e. V. und folgte damit dem SPD-Politiker Dieter Spöri. Seine Nachfolgerin ist Linn Selle.

## Öffentliche Ämter
In den Jahren 1994 bis 2003 war er einer der ehrenamtlichen Bürgermeister von Bielefeld.